# Буди-Міхаловські (Ґродзиський повіт)
Буди-Міхаловські (пол. Budy Michałowskie) — село в Польщі, у гміні Якторув Ґродзиського повіту Мазовецького воєводства.
Населення — 176 осіб (2011).
У 1975-1998 роках село належало до Скерневицького воєводства.

## Демографія
Демографічна структура станом на 31 березня 2011 року:
|          | Загалом | Допрацездатний вік | Працездатний вік | Постпрацездатний вік |
| -------- | ------- | ------------------ | ---------------- | -------------------- |
| Чоловіки | 91      | 15                 | 66               | 10                   |
| Жінки    | 85      | 22                 | 47               | 16                   |
| Разом    | 176     | 37                 | 113              | 26                   |